# Salinas (Castrillón)
Salinas es una parroquia del concejo de Castrillón, en el Principado de Asturias (España). Alberga una población de 4517 habitantes (INE 2009) en 2623 viviendas. Ocupa una extensión de 3,77 km².
Salinas es una villa balnearia y es la segunda localidad más poblada del concejo, por detrás de su capital, Piedras Blancas, de la que dista 2 km.
La parroquia limita al norte con el mar Cantábrico, al este, con los concejos de Gozón y Avilés; al sur con el de Avilés; y al oeste, con la parroquia de Laspra.
Dispone de una de una de las playas más extensas de Asturias con más de 2500 m de largo, estando dividida en dos: la playa de San Juan de Nieva, y la playa de Salinas propiamente dicha.
Salinas alberga el Museo de Anclas Philippe Cousteau, en cuyo entorno se encuentra el monumento a Philippe Cousteau, obra de Vicente Menéndez-Santarúa Prendes. Es un importante centro de ocio de verano en la costa asturiana.

## Historia
Su historia se remonta a las presencia romana en el cercano castro de Raíces, reconstruido en la época medieval por Alfonso III denominado entonces como castillo de Gauzón[cita requerida]. La historia cuenta que en este castillo se realizó la Cruz de la Victoria, emblema heráldico del Principado de Asturias que hoy se guarda en la Catedral de Oviedo. 
En julio de 2005 se iniciaron excavaciones arqueológicas para su recuperación, pasando a albergar un museo sobre la historia local, junto con el centro de interpretación del Castillo de Gauzón, localizado en Raíces Nuevo.
El desarrollo de Salinas está estrechamente vinculado a la implantación y actividad de la Real Compañía Asturiana de Minas, actualmente denominada Asturiana de Zinc y así como al Real Club Náutico. Este último surgió por iniciativa de varias familias de Oviedo y Madrid que pasaban tradicionalmente sus vacaciones en Salinas. Su primera sede social fue un edificio de madera construido a lo largo de 1916. La ubicación se ha mantenido pese a los años transcurridos desde que Manuel Álvarez-Buylla inaugurara aquel edificio. En 2005 se inició la construcción del tercer edificio que alberga a esta institución.[cita requerida]
También destacan las escuelas de Raíces Viejo, construidas con las aportaciones de indianos.[cita requerida]

## Mercados
Salinas ha perdido su antiguo mercado, situado a la entrada de Salinas, tras el derribo del edificio para la construcción por el ayuntamiento de nuevas viviendas de protección oficial para jóvenes. 

## Ocio
Salinas es una de las principales playas del litoral cantábrico para la práctica del surf, surf-kayak, bodyboard y windsurf. Todos los veranos se celebra el Salinas Internacional Longboard Festival de Surf, donde los surfistas locales colaboran con otros surfistas y bodyboarders del panorama nacional e internacional. Durante el verano también se celebran más festivales de surf como el Surf, Music and Friends, como al igual que el anterior, reúne a una gran cantidad de surfistas tanto nacionales como internacionales, además también se llevan  a cabo numerosos conciertos acompañados por food trucks. Por último, en Salinas también se celebra el Songs for an EWAN day, un festivales que dura tres días, con numerosos conciertos indie/indie-rock, diversos food trucks y un ambiente espectacular.
Posee también diversos bares, restaurantes, sidrerías y merenderos; la mayor parte de ellos a escasos metros de la playa situados en su paseo marítimo, que resulta un paseo agradable, tanto en verano como en invierno. En dicho paseo se encuentra el Real Club Náutico de Salinas y uno de los puntos de retirada de bicicletas municipales similares a los que se pueden encontrar en Piedras Blancas o Avilés.

## Parques
Salinas cuenta con cuatro parques donde los más pequeños pueden jugar: El parque de la Deva, de reciente creación, es el más visitado por las familias y cuenta con buenas instalaciones El río Raíces continúa su curso paralelamente al parque hacia la ría de Avilés. Otro de ellos, situado cerca de la playa y conocido como "Los Patos" por tener un estanque donde antiguamente vivían patos, dispone de bar y de fuente pero no de zona de juegos para niños. El tercero es el parque Piñole que dispone de parada de autobús y está situado en la calle del mismo nombre. Por último, en la calle Ramón y Cajal, junto al parvulario y las antiguas escuelas, existe otro pequeño parque para recreo.

## Transporte
Salinas está conectada con Avilés y Piedras Blancas mediante la línea de bus L-1 (La Luz-Piedras Blancas). La empresa Alsa también efectúa sendas paradas en Salinas en varias rutas, entre ellas a Madrid y La Coruña. Además, cuenta con un apeadero en la línea de vía estrecha Ferrol-Gijón complementado con el servicio suburbano de Feve entre Gijón u Oviedo y Cudillero.

## Asociación de vecinos de Salinas
Es de los pocos pueblos en que un tercio de los vecinos forman una asociación con entidad y personalidad propia. Editan su revistín anual, reparten bollos preñaos y vino y organizan alguna actividad social.

## Galería

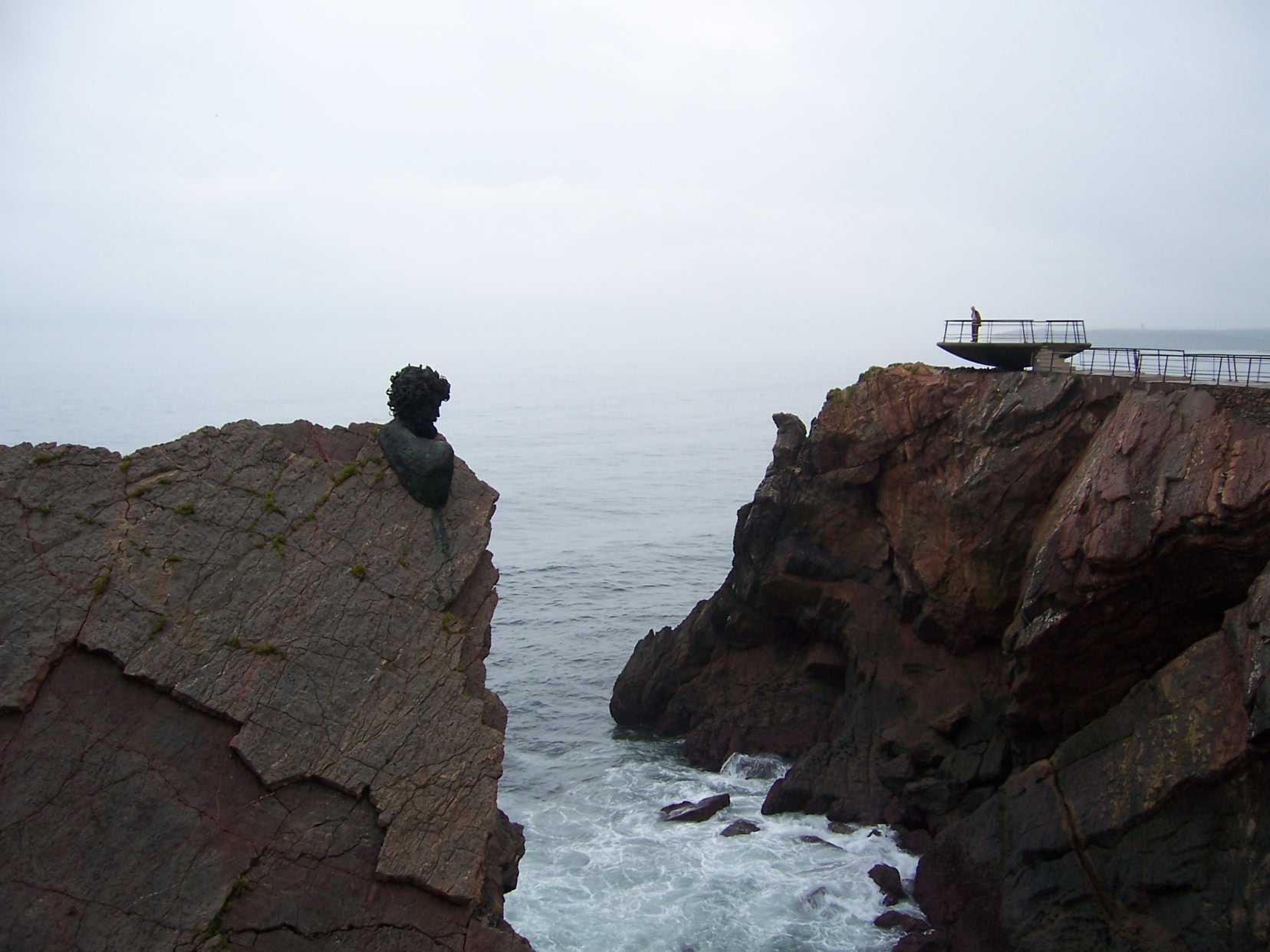
Monumento a Philippe Cousteau
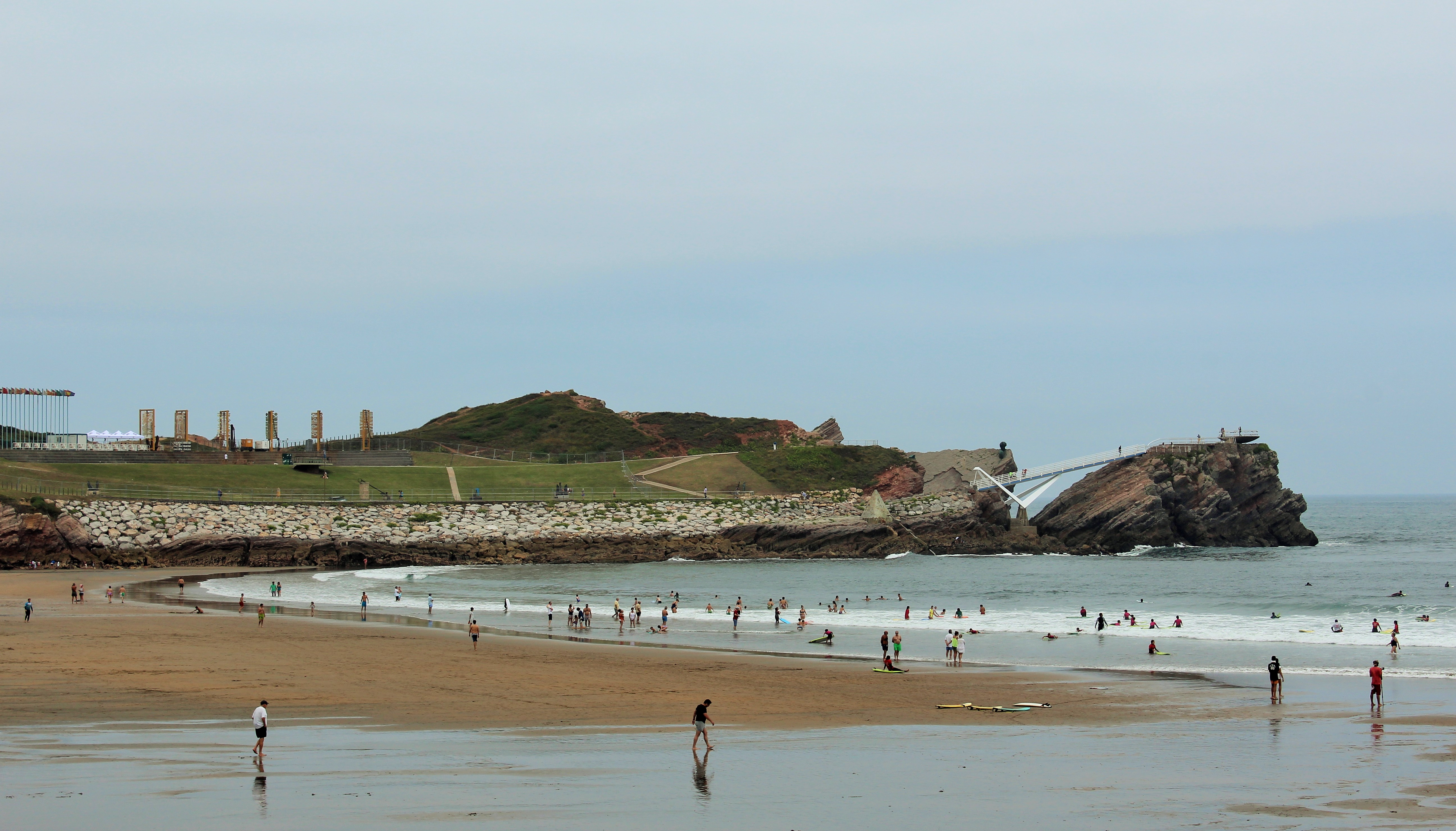
Museo de las anclas y La Peñona
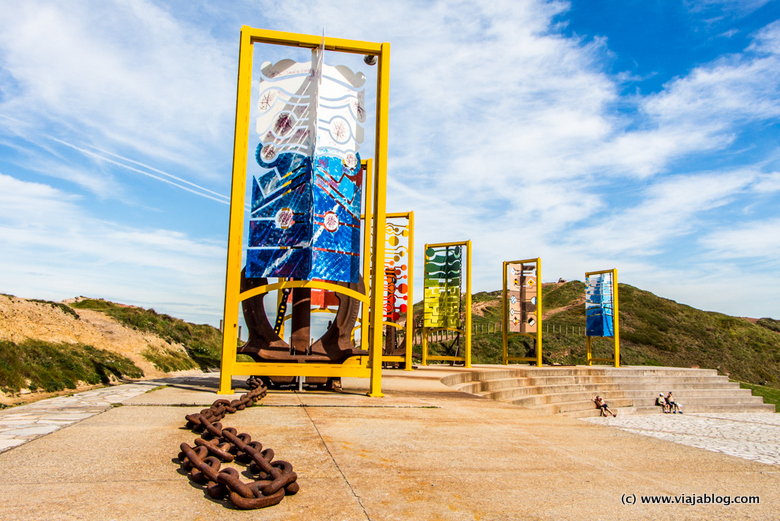
Escultura "Velas" de Lucio Marcos Pernía
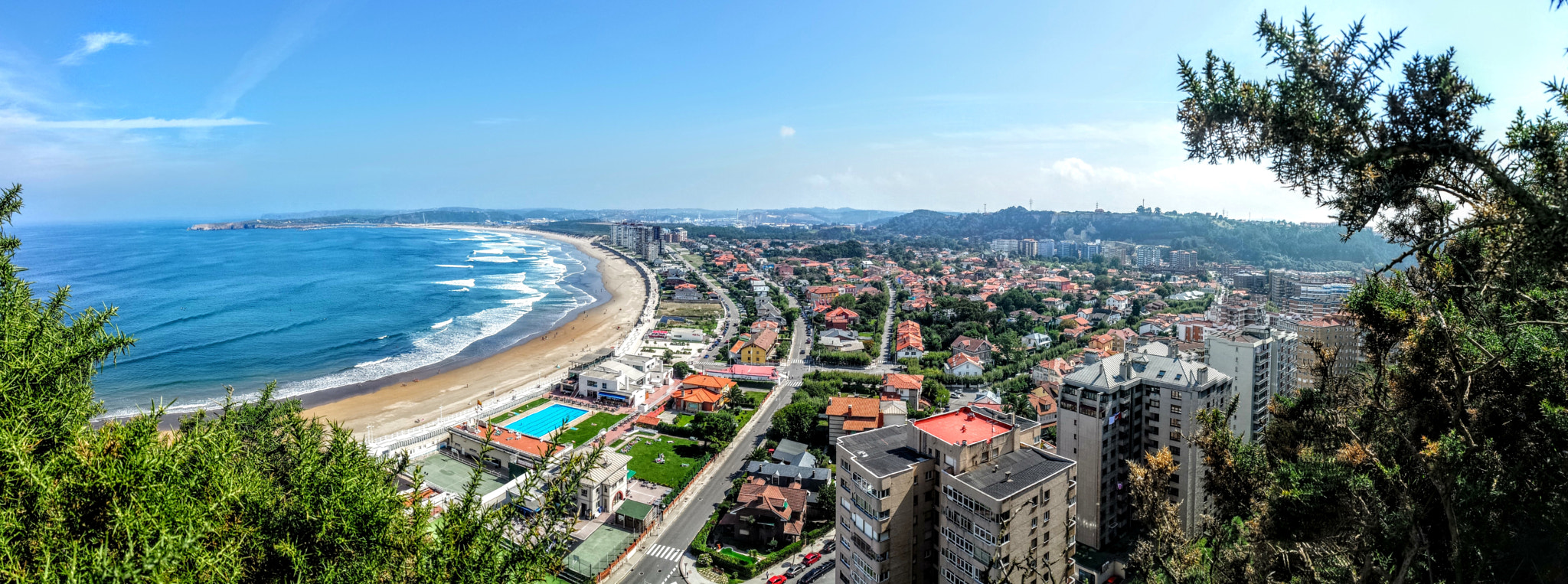
Vista de Salinas
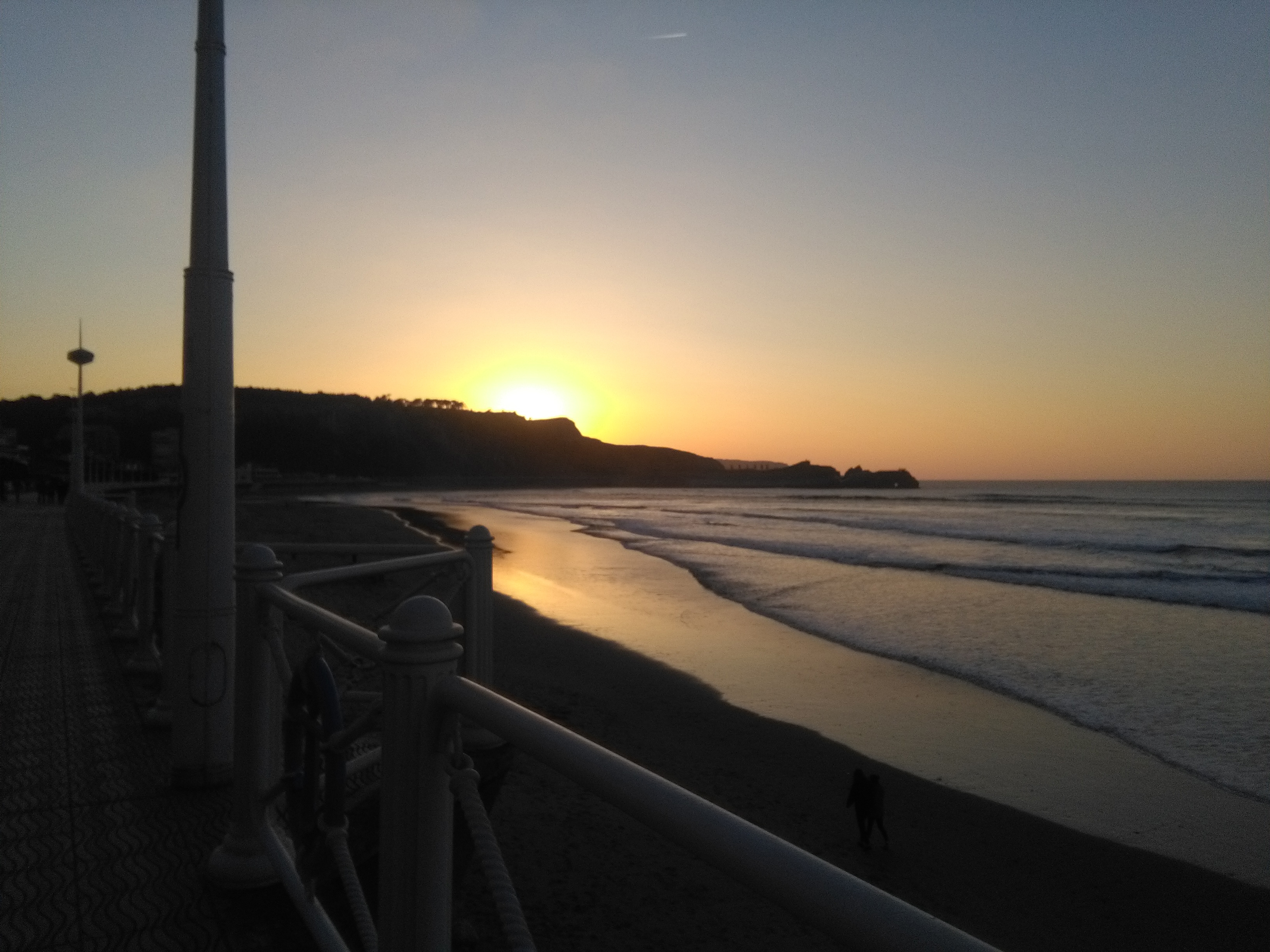
Paseo marítimo